# Orange Bowl

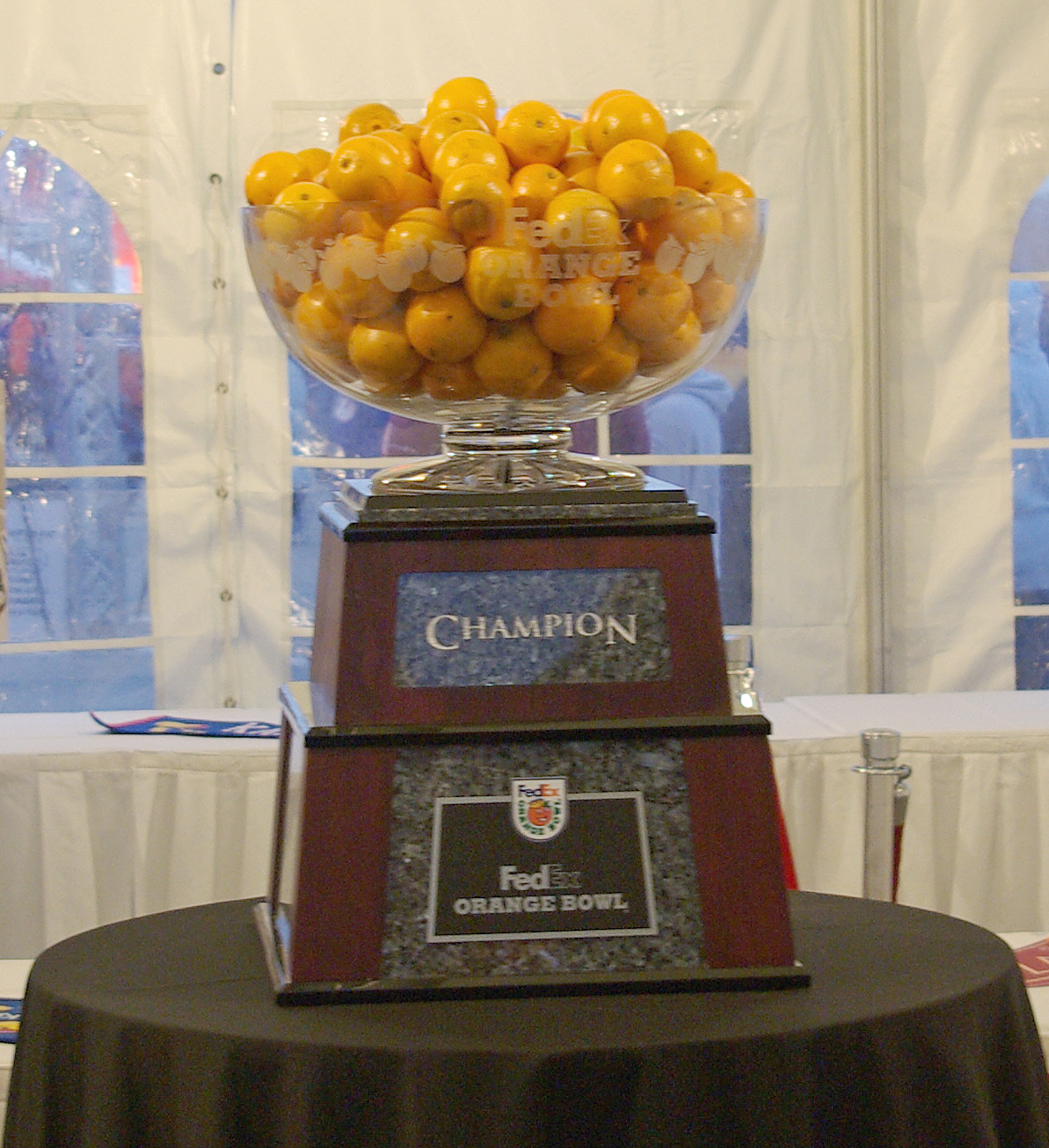
Orange Bowls trofé.

Orange Bowl är en årlig match i college football som spelas i Miami. Den har spelats årligen som en eftersäsongsmatch, en så kallad "bowl, mellan olika college och universitet sedan 1 januari 1935. Det är den näst äldsta bowlmatchen, tillsammans med Sugar Bowl och Sun Bowl, men efter Rose Bowl som spelades första gången 1902. Orange Bowl tillhör New Year's Six, vilka är de främsta bowlmatcherna inom college football.
Orange Bowls första matcher spelades på Miami Universitys idrottsanläggning Miami Field men till matchen 1938 hade stadion Miami Orange Bowl byggts i stadsdelen Little Havana i Miami. År 1996 flyttade matchen till Pro Player Stadium proffslaget Miami Dolphins hemmaarena, kallad Hard Rock Stadium sedan 2016, belägen i Miami Gardens precis norr om Miami.
Under de första åren var Orange Bowl inte kopplad till någon särskild konferens. Oftast ställde de ett lag från sydöstra USA mot ett lag från de centrala eller nordöstra delstaterna. Från 1950-talet till mitten av 1990-talet hade Orange Bowl starka kopplingar till Big Eight Conference. Mästaren, eller tvåan, därifrån var normalt ett av lagen som Nbjöds in till bowl-spelet de flesta år då.  I Orange Bowl 1979 var båda lagen från Big Eight. Motståndarna varierade, men det var ofta tvåan i Southeastern Conference, eller mästarna i Atlantic Coast Conference. Sedan 2007 har Orange Bowl varit värd för mästaren i Atlantic Coast, om dessa inte varit involverade i det nationella mästerskapets slutspel, då har de ersatts av ett annat högt placerat lag från konferensen. Orange Bowl har därför lanserat sig som Home of the ACC Champion.
Under senaste försök, initierat 2014, att få en enhetlig mästare i college football med ett mer ordnat slutspel till en nationell final, är Orange Bowl värd för en av semifinalerna vart tredje år, första gången 2015.

## Historik
Inspirerade av Rose Bowl i Kalifornien, som började med matcher under en rosfestival vid nyår 1890, för att visa upp sitt milda vinterväder, beslöt Miami att göra något liknande. År 1926 introducerades festivalen "Fiesta of the American Tropics", och under den spelades en fotbollsmatch. Det blev inga fler festivaler med det namnet, men 1932 organiserades Festival of Palms, med sloganen "Have a Green Christmas in Miami", och festivalen syftade bland annat att till att lyfta ekonomin under den pågående depressionen.
Två matcher spelades under Palmfestivalen på Moore Park, 1933 och 1934. Matcherna godkändes inte som college bowl matcher, men framgångarna ledde till att en regelrätt bowl-match organiserades 1935 med namnet Orange Bowl. Den spelades under Palmfestivalen och godkändes senare som officiell college bowl match.

## Namn
Olika sponsorer har gett matchen lite varierande namn beroende på avtal. Mellan 1989 och 2010 sponsrades matchen av Federal Express, och namnet var FedEx Orange Bowl. Under åren 2011 till 2014 av  finansbolaget Discover Financial och från och med 2015 av Capital One, då namnen varrit Discover Orange Bowl respektive Capitol One Orange Bowl.